# Émilienne d'Alençon

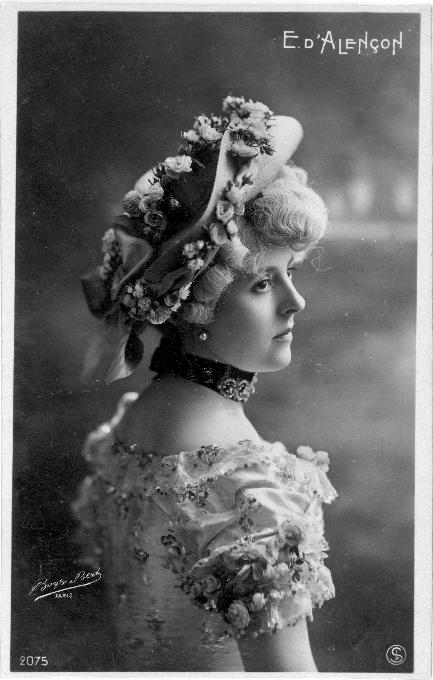
Émilienne d'Alençon hacia 1902

Émilie André, llamada Émilienne d'Alençon, (París, 18 de julio de 1869 - Niza, 14 de febrero de 1945) fue una actriz, bailarina de cabaret y gran cortesana francesa. Llamada una de las «Tres Gracias» de la Belle Époque, junto a Liane de Pougy y Carolina Otero. 
Fue dada a conocer en 1885, por Charles Desteuque,  y trabaja como bailarina en el Cirque d'Eté en 1889 con motivo de la Exposición Universal de París, entonces comienza una carrera ascendente que la lleva a actuar en los locales de moda de París y Londres. Luego vendrían escenarios como el Casino de París, el Théâtre Antoine, el Folies Bergère, la Scala y el Théâtre des Variétés.
En 1898 logra el papel principal en la ópera cómica Le petit Faust, por lo que logra también ser la vedette del Folies Bergère. Su lista de ricos amantes comienza a los veinte años con el duque Jacques d'Uzès y en ellas aparecen aristócratas y reyes como Leopoldo II de Bélgica, a quien arruinó. Contrajo matrimonio en 1895 con el jinete Percy Woodland. También tuvo romances con la bailarina La Goulue en 1889, con la poetisa Renée Vivien hacia 1908 y con el industrial Étienne Balsan.
Su importante colección de lámparas y porcelanas y sus muebles fueron vendidos al Hôtel Drouot, por haberse arruinado por mor de su adicción a las drogas y su ludopatía, en 1931. Murió en Niza y fue enterrada en París, en el Cementerio des Batignolles.
Lució los primeros sombreros de Coco Chanel, cuya carrera contribuyó a lanzar. Su figura aparece en la película Coco avant Chanel de 2009, interpretada por Emmanuelle Devos.

## Publicaciones
- Sous le masque, poesías (1918)
- Secrets de beauté pour être belle, recueil de conseils utiles et pratiques pour les soins de la femme (1919)
- Le Temple de l'amour, 1 acto en verso, Théâtre de la foire Saint-Germain, 5 de junio de 1927